# Jacob Hop
Jacob Hop (1654–1725) – holenderski polityk i dyplomata.
Pochodził z jednej z potężnych regenckich rodzin amsterdamskich. W latach 1680–1687 był pensjonariuszem Amsterdamu. Od roku 1699 baron Świętego cesarstwa Rzymskiego. W latach 1680–1687 pensjonariusz Amsterdamu. W latach 1699–1725 generalny skarbnik Republiki Zjednoczonych Prowincji Niderlandów (thesaurier-generaal van de Unie).
Odbywał wiele misji dyplomatycznych; między innymi w maju 1702 do króla Prus w Wesel. Jako człowiek był ponoć dumny i wyniosły, lecz także bardzo patriotycznie nastawiony, bystry i elokwentny. Nienawidził z całego serca Francji i Burbonów. W 1703 był cywilnym deputowanym Stanów Generalnych przy armii sprzymierzonych (wojna o sukcesję hiszpańską) i był obecny przy bitwie pod Ekeren. W 1706 omawiał z Brytyjczykami wspólne cele brytyjsko-holenderskiej polityki względem południowych Niderlandów i reprezentował Republikę Zjednoczonych prowincji Niderlandów, w tym okupowanym przez wojska anglo-holenderskie kraju. W 1709 został deputowanym Stanów Generalnych w okupowanej Francuskiej Flandrii i w Lille.
Jego starsza siostra Johanna Hop (1652-1706) poślubiła w 1685 dyplomatę Roberta Goesa. Młodszy syn Jacoba Hopa, Cornelis (1658-1716) był zarządcą Goesa.
Synami Jacoba Hopa i Isabelli Hooft (1659-1701), siostry Gerrit Hoofta (1649-1717) znacznego polityka holenderskiego byli:
- Cornelis Hop (1685-1762), dyplomata.
- Henrick Hop (1686-1761), oficer i dyplomata.